# Borgarvirki
Borgarvirki (en français « la citadelle ») est un sommet culminant à 177 mètres d'altitude dans la péninsule de Vatnsnes, au Nord de l'Islande. Il se situe le long de la route 717, à 9 kilomètres de la route 1, à 31 kilomètres de Hvammstangi et à 212 kilomètres de Reykjavik. Le lieu a été un des premiers sites historiques islandais à avoir été classé, en 1817, pour avoir accueilli des fortifications datées de l'époque de la colonisation de l'Islande.

## Géographie
Borgarvirki est un neck composé de colonnes basaltiques, c'est-à-dire qu'il provient d'une cheminée volcanique dont le magma s'est solidifié. Le sommet est composé d'un rempart naturel de 10 à 15 mètres avec une dépression profonde de 5 à 6 mètres au milieu.

## Histoire
La formation naturelle du sommet fait de Borgarvirki un lieu stratégique, en hauteur, permettant de surveiller le fjord Húnafjörður d'une part, et la partie est de la péninsule de Vatnsnes d'autre part, Borgarvirki surmontant le lac de Vesturhópsvatn. Borgarvirki est d'ailleurs considéré comme une fortification défensive datant des premières années de la colonisation de l'Islande entre 870 et 1030. À l'époque, des murs de pierres ont été construits pour empêcher l'assaillant d'escalader la fortification par le côté, et des traces d'anciennes habitations ont aussi été retrouvées.
La première hypothèse retenue est l'hypothèse pacifique. En effet, il a été évoqué que Borgarvirki était d'abord et avant tout un enclos pour parquer les animaux. Malgré tout, les murs de protection n'étaient situés qu'au bord des faces abruptes, mais pas du côté le plus accessible, laissant le passage aux animaux.
La légende locale raconte que la fortification a été construite par Víga-Barði (Barði le tueur) d'Ásbjarnarnes (au nord de Borgarvirki) au début du XIe siècle afin de se protéger contre les assaillants venant de Borgarfjörður, à l'ouest de l'Islande. On dit que les hommes venant de Borgarfjörður auraient assiégé Barði et ses disciples lorsqu'ils protégeaient Borgarvirki, voulant les affamer. Mais Barði aurait jeté leur dernier saucisson sur les assiégeants, pour qu'ils pensent qu'ils avaient encore de nombreux vivres, ce qui n'était pas le cas. Malgré tout, aucune trace d'un événement mémorable tel qu'un siège n'a été retrouvé dans les sagas islandaises.

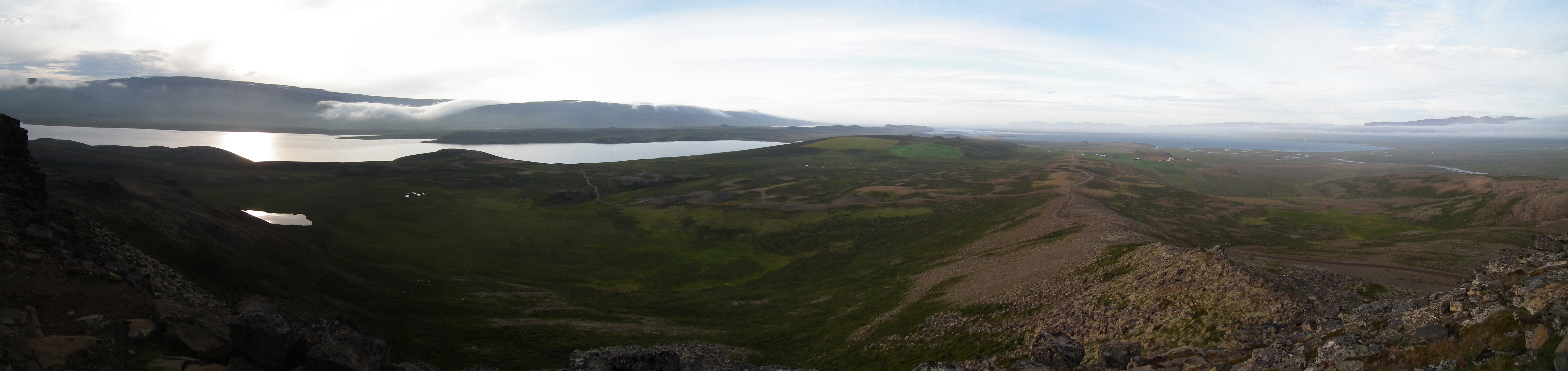
La vue depuis Borgarvirki. À l'ouest (partie gauche), la péninsule de Vatnsnes, ses montagnes, et le lac Vesturhópsvatn et au nord-est (partie droite), la route 717 qui continue vers le nord, vers Hvítserkur et Húnafjörður, et Hóp, une lagune l'océan Atlantique.